# أدلبرت والدرون
أديلبرت إف والدرون (بالإنجليزية: Adelbert F. Waldron)‏ ولد 14 مارس 1933، توفي 18 أكتوبر 1995) كان قناصًا في جيش الولايات المتحدة. وهو صاحب أعلى عدد ضحايا على مدار تاريخ أمريكا العسكري من خلال قتله نحو 109 جنود من جنود العدو، ولكن في الحقيقة الرقم القياسي الذي حقّقه ليس هو سبب دخوله هذه القائمة، ولكن دقته الفائقة في التصويب.
دقته الفائقة كانت محور حكاية مشوقة في الكتاب العسكري الشهير للكولونيل مايكل لي لاننج بعنوان Inside the Crosshairs: Snipers in Vietnam، والذي يحكي تفاصيل مواجهة شرسة بين “والدرون” وأحد القنّاصة الفيتناميين أثناء وجود والدرون مع مجموعة من الجنود الأمريكيين في أحد قوارب الخفيفة في نهر ميكونج، حينما بدأ القناص الفيتنامي في قنص الجنود الأمريكيين واحداً تلو الآخر من مكان خفي، وإذ بـ”والدرون” ينتفض فجأة شاهرا بندقيته ومطلقاً طلقة واحدة أصابت هدفها المختبئ في إحدى أشجار جوز الهند العالية؛ حيث أن قنص أحد الأهداف من على منصة متحركة يعدّ من أصعب المهام التي يمكن أن تواجه أي قناص. قتل سنة 1995 في أمريكا على يد عصابة.